# كاتسويا إغوتشي
كاتسويا إغوتشي (باليابانية: 江口勝也؛ بالكانا: えぐち かつや) هو مطور ألعاب فيديو ‏ ياباني، ولد في 15 مايو 1965 في طوكيو في اليابان.

## وصلات خارجية
- كاتسويا إغوتشي على موقع IMDb (الإنجليزية)
- كاتسويا إغوتشي على موقع الموسوعة البريطانية (الإنجليزية)